# BE Circuit 2017
Der BE Circuit 2017 war die 31. Auflage dieser europäischen Turnierserie im Badminton.

## Die Wertungsturniere
| Termin                 | Turnier                          | Austragungsort   | Typ                     |
| ---------------------- | -------------------------------- | ---------------- | ----------------------- |
| 12.–15. Januar 2017    | Estonian International 2017      | Tallinn          | International Series    |
| 19.–22. Januar 2017    | Swedish Masters 2017             | Lund             | International Series    |
| 26.–29. Januar 2017    | Iceland International 2017       | Reykjavík        | International Series    |
| 22.–25. Februar 2017   | Austrian Open 2017               | Wien             | International Challenge |
| 9.–12. März 2017       | Portugal International 2017      | Caldas da Rainha | International Series    |
| 23.–26. März 2017      | Polish Open 2017                 | Warschau         | International Challenge |
| 30.-2. April 2017      | Orléans International 2017       | Orléans          | International Challenge |
| 6.–9. April 2017       | Finnish Open 2017                | Vantaa           | International Challenge |
| 13.–16. April 2017     | Croatian International 2017      | Zagreb           | Future Series           |
| 20.–23. April 2017     | Dutch International 2017         | Wateringen       | International Series    |
| 4.–7. Mai 2017         | Greece International 2017        | Sidirokastro     | Future Series           |
| 11.–14. Mai 2017       | Slovenia International 2017      | Medvode          | International Series    |
| 17.–20. Mai 2017       | KaBaL International 2017         | Karviná          | Future Series           |
| 25.–28. Mai 2017       | Romanian International 2017      | Timișoara        | Future Series           |
| 1.–4. Juni 2017        | Latvia International 2017        | Jelgava          | Future Series           |
| 8.–11. Juni 2017       | Lithuanian International 2017    | Kaunas           | Future Series           |
| 15.–18. Juni 2017      | Spanish International 2017       | Madrid           | International Challenge |
| 5.–9. Juli 2017        | St. Petersburg White Nights 2017 | Gattschina       | International Challenge |
| 14.–17. August 2017    | Bulgaria Open 2017               | Sofia            | International Series    |
| 30.-2. September 2017  | Slovak Open 2017                 | Trenčín          | Future Series           |
| 31.-3. September 2017  | Greece Open 2017                 | Livadia          | International Series    |
| 7.–10. September 2017  | Kharkiv International 2017       | Charkiw          | International Challenge |
| 13.–16. September 2017 | Belgian International 2017       | Löwen            | International Challenge |
| 21.–24. September 2017 | Polish International 2017        | Bieruń           | International Series    |
| 27.–30. September 2017 | Czech Open 2017                  | Brünn            | International Challenge |
| 5.–8. Oktober 2017     | Bulgarian International 2017     | Sofia            | Future Series           |
| 25.–28. Oktober 2017   | Israel International 2017        | Chazor Aschdod   | Future Series           |
| 2.–5. November 2017    | Hungarian International 2017     | Budaörs          | International Challenge |
| 16.–19. November 2017  | Norwegian International 2017     | Sandefjord       | International Series    |
| 29.-2. Dezember 2017   | Welsh International 2017         | Cardiff          | Future Series           |
| 5.–8. Dezember 2017    | Irish Open 2017                  | Dublin           | International Series    |
| 14.–17. Dezember 2017  | Italian International 2017       | Mailand          | International Challenge |
| 18.–21. Dezember 2017  | Turkey International 2017        | Ankara           | International Series    |